# Liste des drapeaux de Suisse V
Pour les communes suisses commençant par V. Pour plus d'informations sur les conceptions, s'il vous plaît lire l'article d'une commune. 

Vernier
Versoix
Vevey
Veyrier
Veytaux
Vinzel
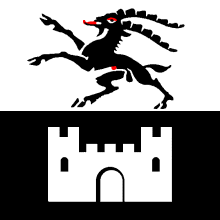
Vicosoprano
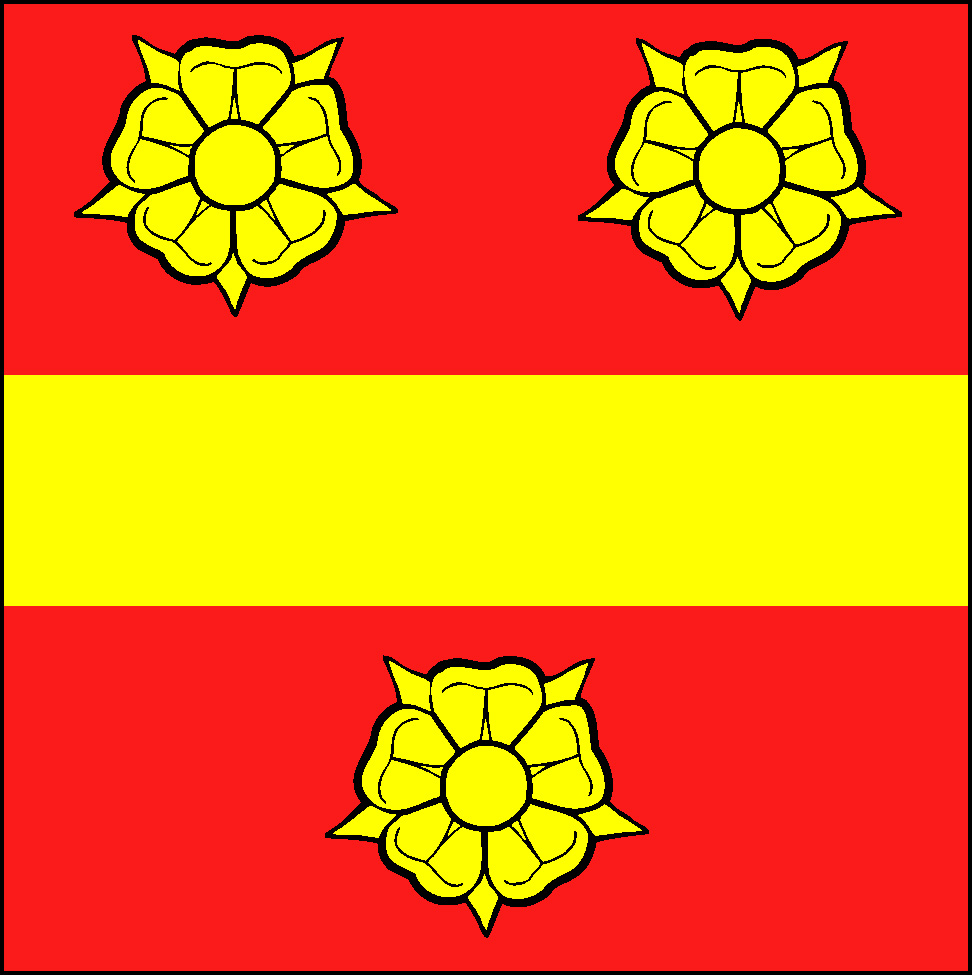
Vulliens